# Скит Светог Димитрија
Скит Светог Димитрија један је од најстаријих светогроских скитова који је стар је преко хиљаду година. Припада манастиру Ватопед Окружени миром и тишином, окупани свелошћу сунца, монаси овог скита у њему доживљавају визију сусрета са Богом и свецима. Скит Светог Андреја данас је у пуној обнови и, с обзиром на свој положај у Кареји, место је где ходочасници веома радо бораве а братство врло радо прима све путнике намернике.

## Положај
Скит Светог Димитрија налази се непун сат хода јужно од манастира Ватопеда у шумом обраслом пределу, на падинама Атоса. Тренутно је у манастиру активно 15 ћелија, у којима живи 15 монаха. 
А када се коначно стигнете до пустињакове келије у скиту, путник намерник треба дуго да стаји пред вратима док му их неки од монаха не отвори, због њиховог гесло да се само упорнима отварају врата, иако су ови пустињаци ради примању гостију, са посебном радошћу. А када преме госта они се према њему односе тако да их угошћују најлепше што могу.

## Историја
Стар је преко хиљаду година, мада су садашње зграде новијег датума. Сматра се да га је 1628. године обновио архимандрит Макарије из Ватопеда новцем пристиглим из Русије.
Главна црква је изграђена 1755. године у периоду највећег успона овог скита. Скит Светог Димитрија сачињава двадесетак монашких станишта, келија и већина их има сопствене капелице. Но, све су у оронулом стању и ненастањене.
Библиотека овог скита има преко 500 књига и 75 рукописа.